# رباینده گوشه‌دار
رباینده گوشه‌دار (نام علمی: Harpactor angulosus) نام یک گونه از سرده رباینده است.